# Strongylaspis batesi
Strongylaspis batesi är en skalbaggsart som beskrevs av Auguste Lameere 1903. Strongylaspis batesi ingår i släktet Strongylaspis och familjen långhorningar.
Artens utbredningsområde är Paraguay. Inga underarter finns listade i Catalogue of Life.